# Battaglia di Angol
La battaglia di Angol fu un conflitto combattuto nel 1564 tra l'impero spagnolo ed i Mapuche, nel corso della guerra di Arauco.

## Storia
A Los Infantes, il capitano Lorenzo Bernal del Mercado aveva scoperto che i ribelli stavano costruendo un pucará, nel tentativo di assediare la città. Lorenzo Bernal ordinò l'invio di una pattuglia di ricognizione, che dopo aver notato che i nativi guidati dal toqui Illangulién avevano scelto un luogo nella palude decisero di ritirarsi. Da qui le truppe di Illangulién si spostarono in una seconda posizione, più vicina ad Angol, a cui il capitano Lorenzo Bernal rispose con una nuova ricognizione. Vedendo che anche questa posizione era difficilmente espugnabile si ritirarono di nuovo. Credendo di essere in vantaggio, e pregustando la distruzione di Angol, un distaccamento di Mapuche si portò ancora più vicino, nell'attesa di rinforzi provenienti dalla seconda postazione. Stavolta, temendo per la sicurezza di Los Infantes, Bernal scelse di attaccarli prima dell'arrivo di altri Mapuche. In questa battaglia gli spagnoli spinsero i Mapuche fuori dal loro pucara inseguendoli fino al fiume, dove gli indigeni furono intrappolati e 1000 di loro uccisi (compreso il toqui Illanguelén) e molti altri feriti o catturati. Bernal ordinò di giustiziare una parte dei prigionieri, e che agli altri fossero tagliati piedi o mani. Quando la notizia arrivò al resto dei Mapuche che giungevano per attaccare Angol, costoro si dispersero.